# Musculus abductor digiti minimi
De musculus abductor digiti minimi, abductor van de pink, is een spier van de pinkmuis (hypothenar) die de ulnaire (= aan de ellepijpzijde gelegen - en dus aan de kant van de pink) rand vormt van de handpalm.
Hij ontspringt aan het os pisiforme, ligamentum pisohamatum en het retinaculum flexorum en hecht aan op de ulnaire rand van de basis van de proximale falanx (het botje dat het dichtst bij de hand is gelegen) van de pink. Een deel van zijn vezels stralen ook uit naar de dorsale aponeurose van de pink.
Samentrekking van deze spier veroorzaakt abductie van de pink in het metacarpofalangeaal gewricht, dat is het gewrichtje op de overgang van de hand naar de vinger.
De innervatie wordt verzorgd door de diepe tak (ramus profundus) van de nervus ulnaris (C8-Th1).